# Rzeżyca (novads 2009–2021)
Rzeżyca (łot.: Rēzeknes novads) – jeden z łotewskich novadsów, funkcjonujący w latach 2009–2021.

## Historia
Novads powstało na terenach należących przed 2009 do rejonu Rzeżyca.
W skład novadsu wchodziło 25 pagastsów: Audriņi, Bērzgale, Čornaja, Dricāni, Feimaņi, Gaigalava, Griškāni, Ilzeskalns, Kantinieki, Kaunata, Lendži, Lūznava, Mākoņkals, Malta, Nagļi, Nautrēni, Ozolaine, Ozolmuiža, Puša, Rikava, Sakstagals, Silmala, Stoļerova, Strūžāni i Vērēmi. Jego stolicą zostało miasto Rzeżyca, które nie należało do novadsu.
Zlikwidowany w ramach reformy administracyjnej 30 czerwca 2021. Wszedł w całości w skład nowego, większego novadsu Rzeżyca.